# توري إندومينيتش
بلدية توري إندومينيتش (بالإسبانية: Torre Endoménech)‏ (بالفالنسية:La Torre d'En Domènech)، هي إحدى بلديات مقاطعة كاستيلون التي تقع في منطقة بلنسية، في شرق إسبانيا.
يبلغ عدد سكانها 248 نسمة وفقاً لإحصائية سنة (2006).